# 日之出出版
株式会社日之出出版（ひのでしゅっぱん）は、東京都中央区に本社を置く日本の出版社である。

## 概要
1978年（昭和53年）7月設立。1978年9月、初めてとなる雑誌『Fine』を創刊。「現在の若者たちに“太陽が降り注ぐ青い空、青い海”に象徴されるような明るく健康な生活情報の提供を続ける」という目標を掲げており、日之出出版の雑誌内で「性」を題材にした特集が扱われた事はない。現在は、創刊から40年以上の歴史を誇る『Fine』をはじめ、『Safari』『FINEBOYS』の男性向けファッション雑誌を中心に、エンタメ系ムックや書籍の発行を続けている。2017年10月に書店への販売業務をマガジンハウスに委託したが、雑誌の編集・発行はそのままの体制を維持。ほか、定期購読やデジタル版販売などの直接販売業務は委託せず自社内で継続。2022年12月、業務拡張にともない社屋を八丁堀から築地に移転。

## 発行中の雑誌
- Safari
- FINEBOYS
- Fine
- CINEMA SQUARE
- STAGE SQUARE
- Dance SQUARE

## 交通
- JR新橋駅 汐留口より徒歩13分
- 都営地下鉄大江戸線 築地市場駅A1出口より徒歩4分
- 東京メトロ日比谷線 築地駅1番出口より徒歩10分